# ترمیتسه
ترمیتسه (به چکی: Trmice) یک منطقهٔ مسکونی و شهرستان دارای شهرک سابقاً روستا در جمهوری چک است که در Ústí nad Labem District واقع شده‌است. ترمیتسه ۳٬۱۹۰ نفر جمعیت دارد.

## خواهرخوانده
شهر کونیگشتاین (زکسیشه شوایتس) خواهرخواندهٔ ترمیتسه هست.